# Orthotrichum stramineum
Orthotrichum stramineum (deutsch Stroh-Goldhaarmoos oder Gelbhaubiges Goldhaarmoos) ist eine Laubmoos-Art aus der Familie Orthotrichaceae.

## Merkmale
Die Pflanzen sind bis 2 Zentimeter groß, verzweigt und bilden gelbgrüne bis dunkelgrüne Polster. Die Blätter sind bis 3 Millimeter lang, länglich lanzettlich, kurz gespitzt, trocken anliegend, feucht abstehend. Die Ränder sind umgerollt. Die Rippe endet vor der Blattspitze. Die Blattzellen sind am Blattgrund durchscheinend, neben der Blattrippe rechteckig und an den Rändern kürzer, fast quadratisch. Im oberen Blattteil sind sie rundlich, etwa 10 bis 12 Mikrometer groß und papillös mit kleinen, unverzweigten Papillen.
Sporophyten sind regelmäßig vorhanden. Die gelbliche, oval-längliche bis fast zylindrische und allmählich in die Seta übergehende Sporenkapsel ist mehr oder weniger in die Blätter eingesenkt bzw. emporgehoben. Die Urne ist trocken zusammengezogen, längs gestreift, die Streifen 4 bis 6 Zellreihen breit. Die Spaltöffnungen der Kapselwand sind kryptopor (eingesenkt). Die glockenförmige Kalyptra ist nackt bis wenig behaart, die Spitze gewöhnlich schwärzlich gefärbt. Die Vaginula (Scheidchen, röhrige Hülle um den Sporogonfuß) ist lang behaart. Das doppelte Peristom besteht aus dem äußeren aus 8 dicht papillösen, trocken zurückgeschlagenen Paarzähnen und dem inneren aus 8 oder 16 glatten Fortsätzen. Sporen sind warzig und 10 bis 15 Mikrometer groß. Sporenreifezeit ist von Juni bis Juli, in höheren Lagen sogar bis September.

## Standortansprüche
Orthotrichum stramineum lebt überwiegend epiphytisch auf Laubbäumen in lichten Wäldern, besonders an Buchen, weiters an Feld- und Alleebäumen. Der Verbreitungsschwerpunkt liegt in montanen Höhenlagen. Im Vergleich zum ähnlichen und mehr wärmeliebenden Orthotrichum patens bevorzugt Orthotrichum stramineum luftfeuchte Gebiete in Wäldern und ist auch mit zunehmender Höhe häufiger als jenes.

## Verbreitung
Die Art ist in Europa weit verbreitet, besonders im südlichen, westlichen und nördlichen Teil. Weitere kleinere Vorkommen gibt es in Kleinasien und einzelne Nachweise aus Nordafrika, China und Kanada.